# Xenorhina subcrocea
Espèce
Synonymes
- Xenobatrachus subcroceus Menzies & Tyler, 1977

Statut de conservation UICN

 DD  : Données insuffisantes
Xenorhina subcrocea est une espèce d'amphibiens de la famille des Microhylidae.

## Répartition
Cette espèce est endémique de Papouasie-Nouvelle-Guinée. Elle se rencontre jusqu'à 1 000 m d'altitude dans les régions côtières de Vanimo à Lae.

## Publication originale
- Menzies & Tyler, 1977 : The systematics and adaptations of some Papuan microhylid frogs which live underground. Journal of Zoology, vol. 183, p. 431-464 (introduction).